# 吐鲁番老粮仓
吐鲁番老粮仓（維吾爾語：تۇرپان كونا ئاشلىق ئىسكىلاتى‎）是位于中华人民共和国新疆维吾尔自治区吐鲁番市的清代粮仓，始建于乾隆四十五年（1780年）。吐鲁番老粮仓现存六间粮仓，均为土木结构建筑。现为新疆维吾尔自治区文物保护单位。

## 历史

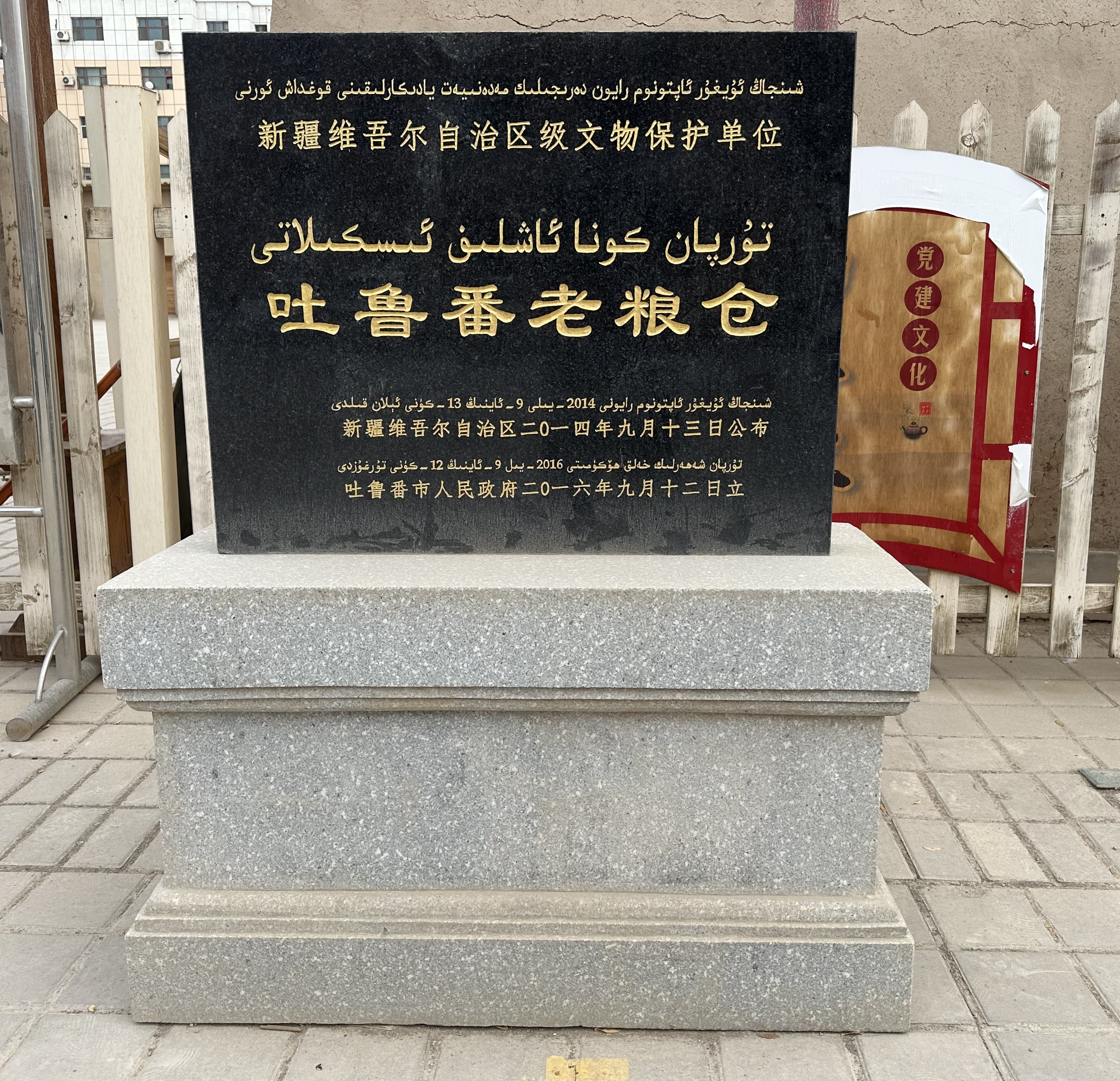
吐鲁番老粮仓文保碑

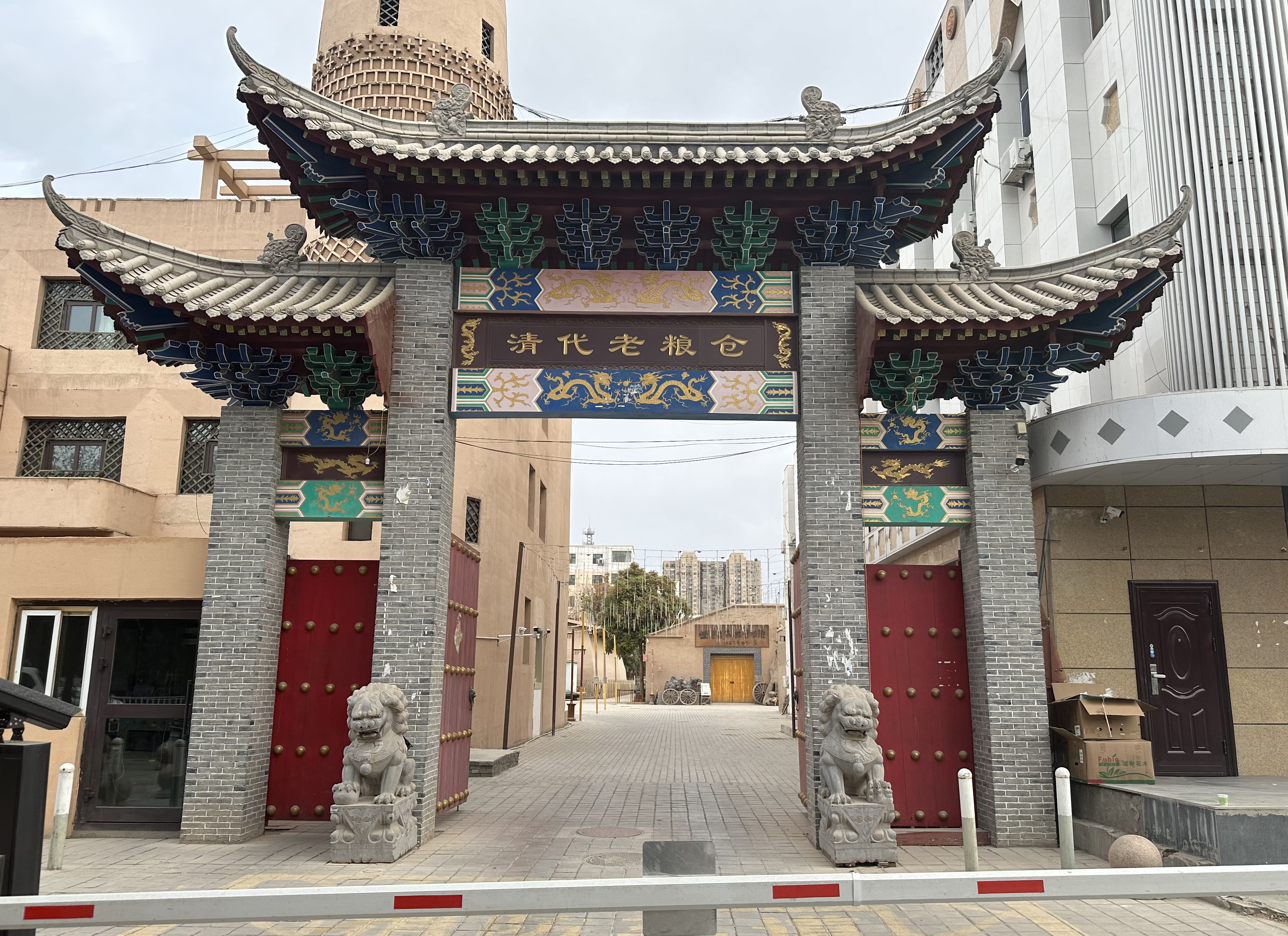
吐鲁番清代老粮仓 大门

清廷在平定大小和卓之乱后，决定在“通乌鲁木齐扼要之区，彼处回民众多”的吐鲁番建城，在此屯兵、屯粮。现吐鲁番老粮仓便是与广安城（吐鲁番老城）同时于清乾隆四十五年（1780年）兴建的，位于城东门附近。到清末当地为备荒，在吐鲁番、鄯善等地修建的的粮仓多达十余处，但因为连年战火，其中多不复存在。而吐鲁番老粮仓在道光、同治、光绪、民国大陆时期继续使用，并在不断维修、扩建的过程中，达到较大规模。
新疆和平解放后，吐鲁番老粮仓由中华人民共和国的国家粮食部门管理和使用，此时吐鲁番老粮仓被称为吐鲁番老城粮食仓库。因基建用地，部分老仓被逐渐拆除。剩余数间吐鲁番老粮仓在经历修缮后，在计划经济时期依旧作为储粮仓库，直至全国粮食体制改革逐渐失去储粮之作用。2003年4月，吐鲁番老粮仓被列为吐鲁番市文物保护单位。但到了2010年代，老粮仓并未得到很好的保护，老粮仓成为建筑公司堆放建筑材料和设备的仓库，粮仓入口放置有垃圾箱，老粮仓院子一度成为“停车场”。2012年，吐鲁番开始治理老粮仓周边环境，包括硬化地面、清理垃圾等。2014年，吐鲁番老粮仓被列为第七批新疆维吾尔自治区文物保护单位。2017年，吐鲁番老粮仓经历加固与修复后于5月重新对公众开放。修复后的吐鲁番老粮仓展出有老粮仓文物展品，并建有古字画、玉石等的展厅。

## 形制
吐鲁番老粮仓位于中华人民共和国新疆维吾尔自治区吐鲁番市高昌区老城街道。
吐鲁番老粮仓在部分建筑拆除前有十四间粮仓，呈南北长140米，东西宽110米的四合院布局，面积约15400平方米，仓容量428万公斤。十四间粮仓东侧三间，西侧五间，南、北两侧及院中各两间。院内有晒场、马厩、水井、饭堂、住房等设施。到1995年底，老粮仓的东、西两侧靠北各两间及北侧两间，共六间粮仓得以保留，布局呈“凹”字形。粮仓建筑为土木结构建筑，基部宽约1.6米，上部宽不足1米。建筑外墙从下到上呈斜坡状，山墙高约9米，两侧高约7米。建筑内墙有木柱托梁，木椽上铺有苇席、茅草、泥等封顶。仓门位于仓正中，为横插档粮板，外加木质门。仓后墙离地6米处开有0.4×0.6米的小窗。六间粮仓中北侧两间为大仓，长27米，宽超过11米，其余四间长超过13米，宽10米有余。粮仓墙厚，可防水、阻热，使粮仓常年温度维持在20摄氏度左右，有利于储粮。